# Pedro Val
Pedro Val Balgueiras, znany jako Pedro – kubański trener zapasów w stylu klasycznym. W 2010 roku wybrany przez FILA najlepszym trenerem w zapasach w stylu klasycznym. Posiada tytuł "Zasłużony dla sportu kubańskiego".
Pracuje z kubańską kadrą od Igrzysk Panamerykańskich w 1975 roku. Wyszkolił wielu wybitnych sportowców kubańskich, medalistów olimpijskich i światowych, w kategorii juniorów i seniorów. Między innymi: Wilbera Sáncheza i Héctora Miliána złotych medalistów z Barcelony 1992, Filiberto Ascuya mistrza z Atlanty 1996 i Sydney 2000.